# Juan Ángel Albín
Juan Ángel Albín (Salto, Uruguay, 17 de julio de 1986) es un futbolista uruguayo. Juega en el Municipal Grecia de la Primera División de Costa Rica.

## Características
Es un jugador polivaliente que puede actuar tanto en banda como segundo punta y enganche. Fue un jugador joven con gran protección pero a la vez con experiencia.

## Trayectoria
Debutó en Club Nacional de Football en la temporada 2002 y estuvo en ese club hasta la temporada 2005-06. En Nacional tuvo 64 partidos en donde hizo 24 goles. En la temporada 2006-07 pasa a Getafe Club de Fútbol español donde tuvo 13 partidos.  En temporada 2007-08 con el Getafe jugó 29 partidos, anotó 7 goles y dio 2 asistencias. El domingo 17 de abril el presidente del RCD Espanyol, Daniel Sánchez Libre, confirma el fichaje del jugador uruguayo al equipo blanquiazul de ca la temporada 2011/12, que se hace oficial el 23 de mayo de 2011 por algo menos de 2 millones de euros, junto con la salida de José Callejón al Real Madrid CF y la llegada del compatriota de Juan Ángel Albín, Adrián Luna procedente del Defensor Sporting Club uruguayo. En enero de 2013 retorna al Club Nacional de Football cedido a préstamo por el Espanyol  de Barcelona. En la temporada 2013-2014 jugó en la primera división de Rumania, con el equipo Petrolul Ploiesti de donde posteriormente es contratado por los Tiburones Rojos de Veracruz, de la Primera División de México para la temporada 2015. 
Actualmente, el volante zurdo jugará la temporada 2019 en el equipo Picapiedra del Cerro de Montevideo.

## Estadísticas
- Actualizado el 21 de agosto de 2011.

| Club                          | País                  | Temporada     | Partidos Liga | Goles | Partidos Copa | Goles | Partidos internacionales (CBL, CTS, UCL, UEL) | Goles | Anotado |   |   |
| ----------------------------- | --------------------- | ------------- | ------------- | ----- | ------------- | ----- | --------------------------------------------- | ----- | ------- | - | - |
| Nacional                      | Bandera de Uruguay    | 2003          | 5             | 0     | 0             | 0     | 0                                             | 0     | 0       | 0 | 0 |
| Nacional                      | Bandera de Uruguay    | 2004          | 12            | 0     | 0             | 0     | 0                                             | 0     | 0       | 0 | 0 |
| Nacional                      | Bandera de Uruguay    | 2005          | 4             | 0     | 0             | 0     | 0                                             | 0     | 0       | 0 | 0 |
| Nacional                      | Bandera de Uruguay    | 2006          | 26            | 9     | 0             | 0     | 0                                             | 0     | 9       | 4 | 0 |
| Getafe                        | Bandera de España     | 2006—2007     | 13            | 0     | 1             | 0     | 0                                             | 0     | 0       | 1 | 0 |
| Getafe                        | Bandera de España     | 2007—2008     | 30            | 7     | 7             | 1     | 8                                             | 1     | 9       | 1 | 0 |
| Getafe                        | Bandera de España     | 2008—2009     | 32            | 7     | 2             | 0     | 0                                             | 0     | 7       | 5 | 0 |
| Getafe                        | Bandera de España     | 2009—2010     | 23            | 3     | 6             | 1     | 0                                             | 0     | 4       | 3 | 0 |
| Getafe                        | Bandera de España     | 2010—2011     | 18            | 2     | 3             | 0     | 7                                             | 0     | 2       | / | 2 |
| RCD Espanyol                  | Bandera de España     | 2011—2012     | /             | /     | /             | /     | /                                             | /     | /       | / | 3 |
| Nacional                      | Bandera de Uruguay    | 2012—2013     | /             | /     | /             | /     | /                                             | /     | /       | / | / |
| Fotbal Club Petrolul Ploiești | Bandera de Rumania    | 2013—2014     | /             | /     | /             | /     | /                                             | /     | /       | / | / |
| Tiburones Rojos de Veracruz   | Bandera de México     | 2015—2017     | 13            | 5     | /             | /     | /                                             | /     | /       | / | / |
| Fotbal Club Dinamo București  | Bandera de Rumania    | 2017          |               |       | /             | /     | /                                             | /     | /       | / | / |
| Tiburones Rojos de Veracruz   | Bandera de México     | 2017-2018     |               |       | /             | /     | /                                             | /     | /       | / | / |
| AC Omonia Nicosia             | Bandera de Chipre     | 2018—2019     |               |       | /             | /     | /                                             | /     | /       | / | / |
| Rampla Juniors                | Bandera de Uruguay    | 2019          | 2             | 1     |               |       |                                               |       |         |   |   |
| Defensor Sporting Club        | Bandera de Uruguay    | 2020          |               |       |               |       |                                               |       |         |   |   |
| Rampla Juniors                | Bandera de Uruguay    | 2021-2022     |               |       |               |       |                                               |       |         |   |   |
| Club Atlético Universitario   | Bandera de Uruguay    | 2023          |               |       |               |       |                                               |       |         |   |   |
| Municipal Grecia              | Bandera de Costa Rica | 2024 - ACTUAL |               |       |               |       |                                               |       |         |   |   |

## Palmarés

### Campeonatos nacionales
| Título                          | Club     | País    | Año     |
| ------------------------------- | -------- | ------- | ------- |
| Primera División de Uruguay     | Nacional | Uruguay | 2005    |
| Primera División de Uruguay (2) | Nacional | Uruguay | 2005-06 |

### Copas nacionales
| Título  | Equipo                      | Sede   | Año  |
| ------- | --------------------------- | ------ | ---- |
| Copa Mx | Tiburones Rojos de Veracruz | México | 2016 |